# Incoronazione della regina Vittoria

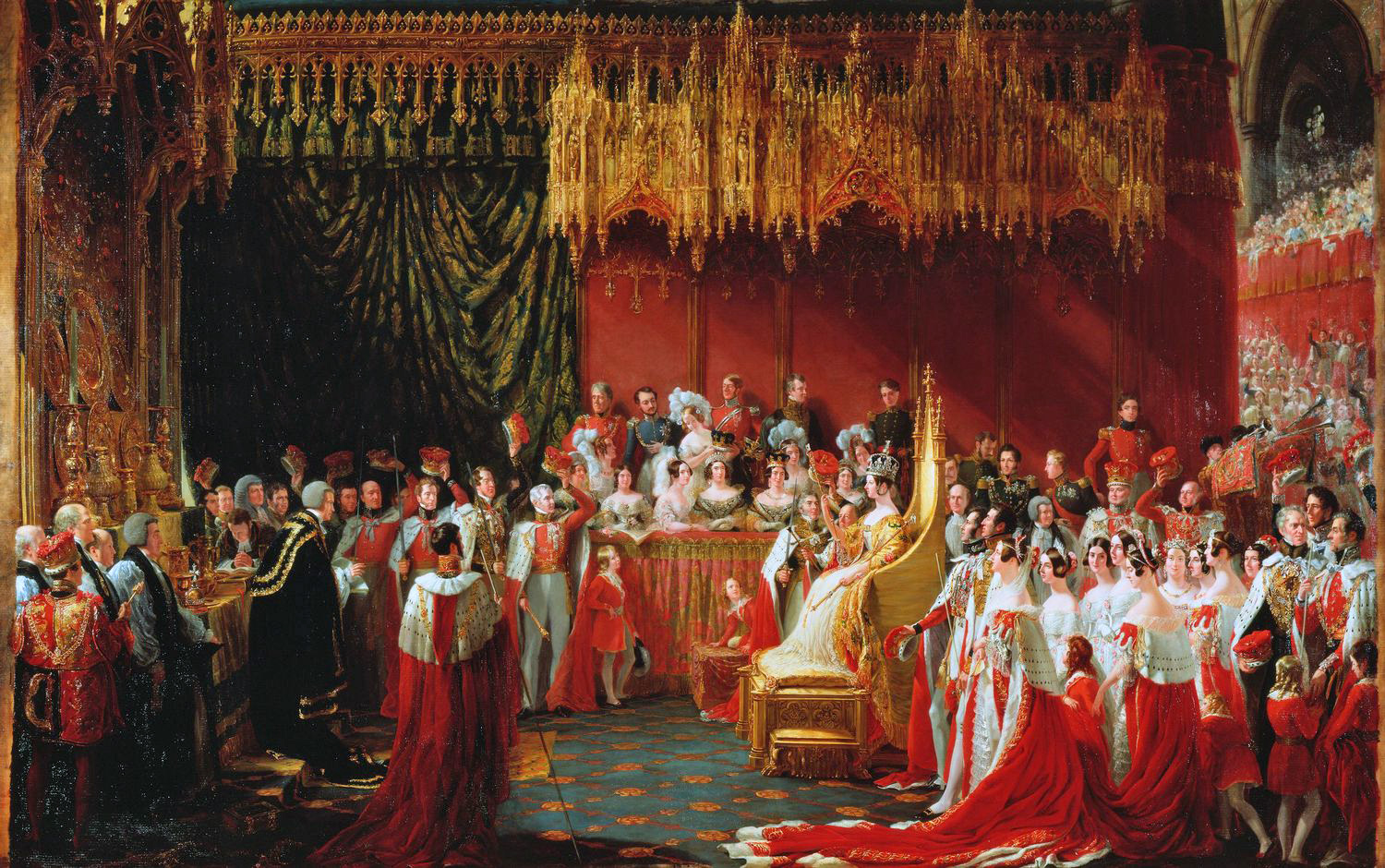
La cerimonia d'incoronazione di Sua Maestà la regina Vittoria all'Abbazia di Westminster

L'incoronazione della regina Vittoria ebbe luogo il 28 giugno 1838, un anno dopo la sua ascesa al trono all'età di 18 anni. La processione da e per la cerimonia all'Abbazia di Westminster venne seguita da una folla senza precedenti, grazie anche alla presenza delle nuove ferrovie che resero più facile far giungere i circa 400.000 spettatori che presenziarono all'evento a Londra.
La cerimonia costò 79.000 sterline dell'epoca, (circa 6,41 milioni di sterline attuali), a metà strada tra le 30.000 sterline (circa 2,46 milioni di sterline attuali) spese dal suo predecessore Guglielmo IV nel 1831 e le 240.000 sterline (circa 18,5 milioni di sterline attuali) spese dal fratello di quest'ultimo, Giorgio IV, per la sua incoronazione nel 1821 che fu una delle più costose della storia britannica. Dopo l'incoronazione, verso il banchetto, il tragitto veniva fatto a bordo della Gold State Coach o della Coronation Coach, risalente al 1762 e tutt'oggi usata per le incoronazioni.
La processione del 1831 venne replicata anche per l'incoronazione della regina Vittoria nel 1838, e poi in tutte le altre incoronazioni. Il percorso venne però col tempo allungato per permettere a più spettatori di vedere il sovrano appena incoronato e per giungere poi a Buckingham Palace una volta completato, attraverso Hyde Park Corner, Piccadilly, St James's Street, Pall Mall, Charing Cross e Whitehall. Secondo il The Gentleman's Magazine quella della regina Vittoria fu la processione più lunga dall'epoca di Carlo II nel 1660. Il tempo era molto bello e la giornata venne considerata da tutti un successo con grande partecipazione di pubblico, sia dentro l'abbazia che fuori, sebbene vi furono delle contestazioni dai radicali, in particolare di quelli provenienti dall'Irlanda del Nord.

## La cerimonia

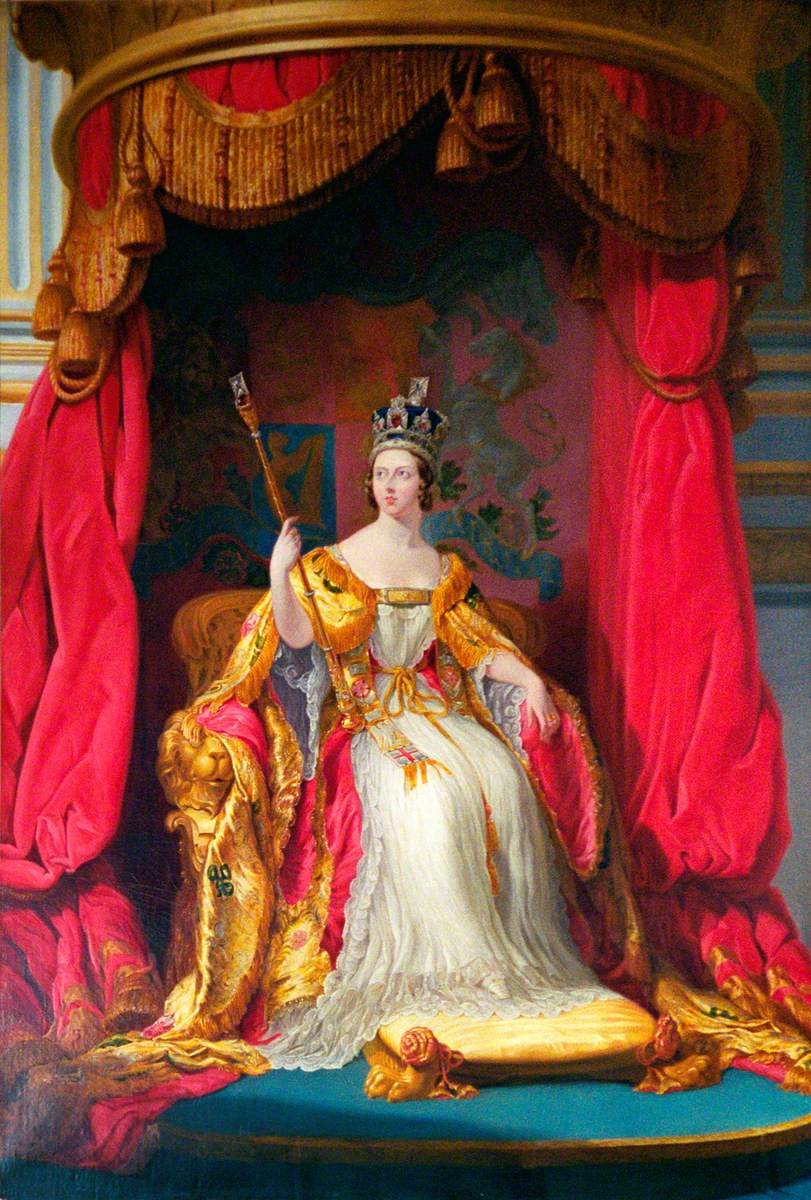
Ritratto della regina Vittoria dopo l'incoronazione di George Hayter

Secondo lo storico Roy Strong, "la cerimonia del 1838 fu l'ultima delle incoronazioni abbozzate" prima che gli storici del periodo vittoriano decidessero di riprendere pienamente lo stile delle incoronazioni medievali, utilizzato per la prima volta per quella di Edoardo VII nel 1902. Il rituale pittoresco del Queen's Champion che doveva entrare cavalcando a Westminster Hall in armatura completa venne abbandonato completamente ed eseguito l'ultima volta proprio con l'incoronazione della regina Vittoria e mai più ripreso in quelle successive; il campione, Genry Dymoke, venne invece nominato baronetto. Persuasa da Lord Melbourne, il primo ministro, la regina si recò in visita all'abbazia la sera prima dell'incoronazione e Benjamin Disraeli commentò a tal proposito "quando si è in dubbio su ciò che verrà, si ritorna sempre indietro".
Come di rito, vennero eretti dei palchi per accomodare gli invitati alla cerimonia e la musica venne eseguita da un'orchestra di 80 elementi e da un coro di 157 coristi, tra cui varie bande militari lungo il percorso.
L'intera cerimonia dell'incoronazione durò cinque ore e richiese due cambi d'abito per la regina. Dopo la cerimonia il corteo si portò nella "Cappella di Sant'Edoardo"
Avvenne anche un incidente riportato dalla stessa regina Vittoria nel suo diario: "Il povero vecchio Lord Rolls [Rolle], che ha 82 anni ed è infermo, cadde nel tentativo di scendere gli scalini, rotolando giù ma senza procurarsi alcun danno. Quando tentò nuovamente di scendere gli scalini, avanzai io su un lato per evitargli una nuova caduta".
La reazione del diarista Charles Greville, presente all'evento, fu quella del pubblico dell'epoca:
"[Lord Rolle] cadde nel tentativo di scendere gli scalini del trono, e quando tentò nuovamente di riprendere il via per dare omaggio alla regina, questa disse "Non posso andare ad aiutarlo io?" e pertanto ella si alzò dal trono ed avanzò un paio di passi verso di lui per evitargli una nuova caduta, un atto di graziosità e gentilezza che fece molta sensazione. Questo, infatti, è un'unione rimarchevole di dolcezza, buona natura, dignità che rende la regina ammirevole ed adorabile come certamente ella è anche nella vita".

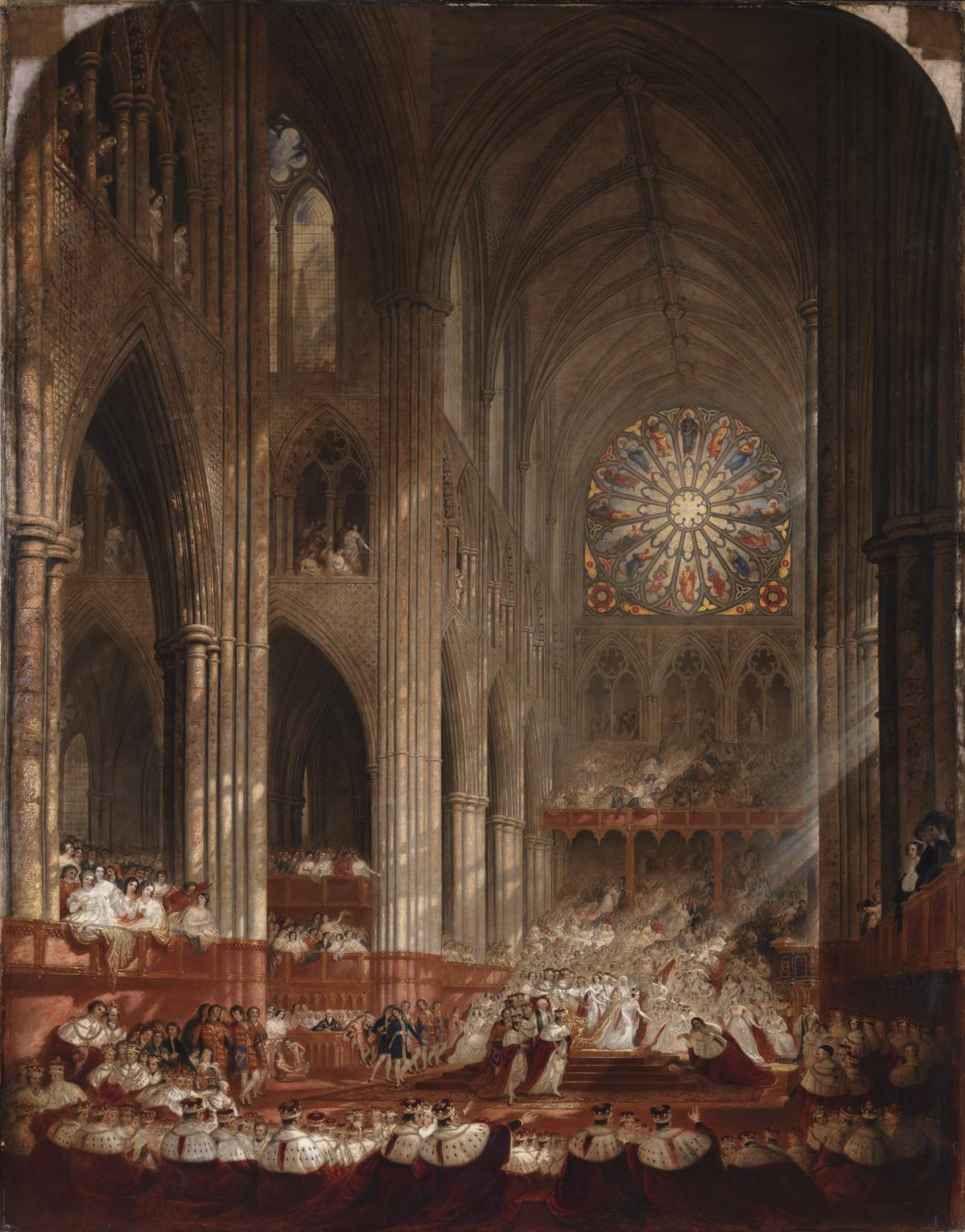
Incoronazione della regina Vittoria di John Martin, 1839 – Il disegno, tra le altre cose, riprende l'incidente di lord Rolle che cadde dai gradini del palco nel tentativo di rendere il suo omaggio alla regina.

Il momento dell'incidente venne rappresentato anche dal pittore John Martin in un suo grande dipinto della cerimonia, ed è riportato anche nella poesia di Richard Harris Barham dal titolo Racconto di Mr. Barney Maguir dell'incoronazione, verso 10:
And the sweet trombones, with their silver tones;

But Lord Rolle was rolling;-- t'was mighty consoling

To think his Lordship did not break his bones!»
Al termine della cerimonia il Treasurer of the Household gettò alcune medaglie d'argento dell'incoronazione al popolo festante, causando una lotta senza precedenti per accaparrarsi quei souvenir.

### Musica
La musica durante tutta la cerimonia venne diretta da Sir George Smart, che tentò di dirigere l'orchestra e suonare l'organo simultaneamente, ma l'effetto non riuscì proprio a dovere. La fanfara di Smart venne descritta come "uno strano insieme di bizzarre combinazioni" da un giornalista dell'epoca intervenuto all'evento. Smart tentò di elevare la qualità del coro con l'ingaggio di alcuni solisti professionisti, spendendo 1.500 sterline contro il proprio compenso di sole 300 sterline; per contrasto, il budget per l'elaborata musica per l'incoronazione di Edoardo VII nel 1902 fu di sole 1000 sterline.
Thomas Attwood aveva lavorato ad un nuovo inno per l'incoronazione ma morì tre mesi prima dell'evento e la musica non venne mai completata. L'anziano Master of the Queen's Music, Franz Cramer, contribuì poco o niente all'opera; secondo The Spectator Cramer ottenne di "proclamare al mondo la sua incapacità di portare a termine l'incarico assegnatogli, uno dei più gradevoli della sua carriera, la composizione di un inno per l'incoronazione". William Knyvett aveva scritto un inno per l'occasione dal titolo This is the Day that the Lord hath made, ma gli venne preferita la musica trionfante di Georg Friedrich Händel che includeva il famoso coro dell'Alleluja, unica volta che venne eseguito per un coro dell'incoronazione.
Non tutti furono ad ogni modo critici sull'evento, come ad esempio il vescovo di Rochester che scrisse che la musica "fu come non fu nel 1831. Impressionante e adatta ad un servizio religioso di quella portata, non ad una semplice processione".

## Il resoconto della regina Vittoria

La regina Vittoria nel giorno dell'incoronazione, ritratta da Franz Xaver Winterhalter.

La regina scrisse un resoconto dettagliato di tutti gli eventi della sua incoronazione nei suoi diari da cui sono tratti questi estratti:
Dopo la cena la regina guardò i fuochi d'artificio tenutisi al Green Park, e non fece colazione sino al giorno successivo alle 11.30, quando si recò in visita alla Coronation Fair di Hyde Park, per poi tenere un grande ballo di corte il 2 luglio.

## Controversie politiche

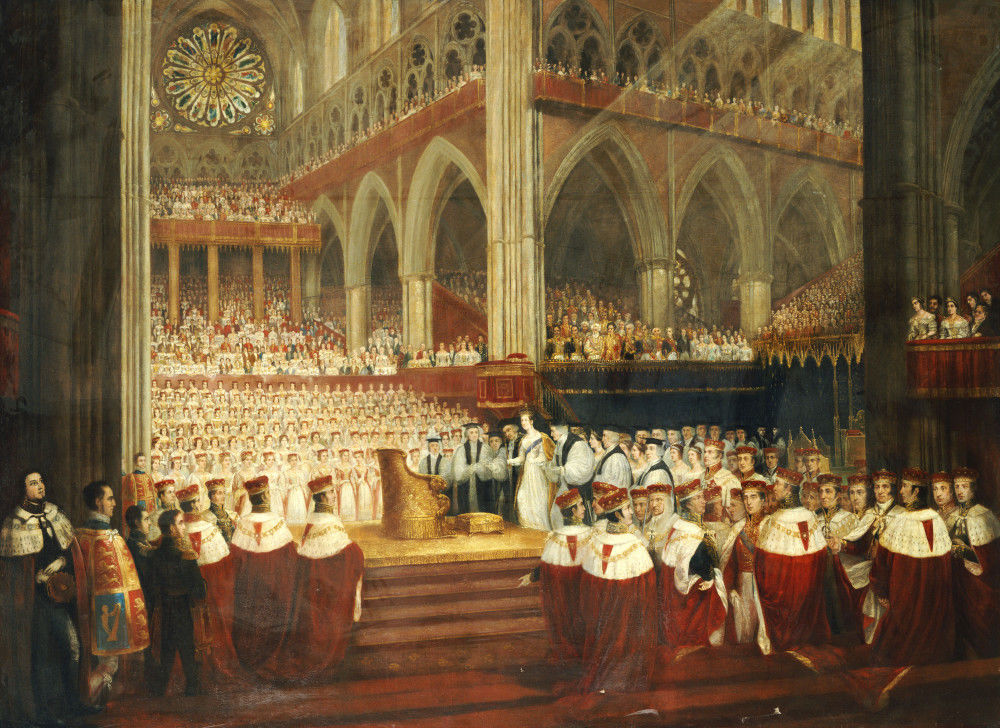
Incoronazione della regina Vittoria di Edmund Thomas Parris

L'incoronazione attrasse anche notevoli critiche da parte degli oppositori del governo Whig di idee sia Tory che Radicali. I Tory obiettarono alle eccessive spese per la lunga processione, contrapponendovi la dignità delle cerimonie ordinarie a Westminster. La sinistra radicale, tra cui il movimento cartista, trovarono che l'intera incoronazione era stata anche troppo celebrata. Per ragioni differenti, dunque, sia i Tories che i Radicali si opposero al tentativo del governo di tramutare quella cerimonia in un fatto di interesse pubblico in maniera forzosa.
L'identificazione della nuova regina col partito Whig fu un problema per la prima parte del suo regno, portando alla cosiddetta Bedchamber Crisis del 1839 sulla nomina delle dame di compagnia della regina. Nel 1837, l'ascesa di un nuovo monarca portò automaticamente alla dissoluzione del parlamento ed a elezioni generali, che si tennero nel 1837 e riportarono al governo i Whigs con lord Melbourne. Gli stessi Whig avevano sfruttato il nome della regina Vittoria per la loro campagna elettorale, sperando che questo avrebbe inevitabilmente significato progresso e riforme. Guglielmo IV e sua moglie, Adelaide di Sassonia-Meiningen, avevano avuto forti simpatie Tory, mentre la matrigna della regina Vittoria era nota per le sue simpatie Whig. Venne pertanto dato per scontato che Vittoria fosse stata cresciuta con una simile convinzione politica, riflessa nella ballata popolare venduta per le strade durante i giorni dell'incoronazione che così recitava:

I'll make some alterations,
I'll gain the people's right,
I will have a radical Parliament
Or they don't lodge here tonight.

Anche se questa era una visione distorta del pensiero politico della regina Vittoria, fu il chiaro esempio di come la campagna Whig avesse amplificato gli eventi per l'ascesa della sovrana al trono. Inoltre, Vittoria era estremamente fiduciosa nella figura di lord Melbourne che fu per lei come la figura paterna che non aveva mai avuto (il padre della regina, il principe Edoardo, duca di Kent e Strathearn era morto nel 1820 quando la principessa aveva meno di un anno), ed è risaputo che fece sempre molto tesoro dei suoi consigli.
La campagna di protesta dei Torys incluse diversi incontri pubblici ed una lettera aperta dal marchese di Londonderry al sindaco di Londra pubblicata sul The Times del 2 giugno. Londonderry tenne un discorso alla Camera dei Lords con una mozione nella quale chiedeva alla regina di posticipare la sua incoronazione al 1 agosto così da poterla condurre con lo splendore appropriato ad una cerimonia tanto importante.
La sinistra radicale, la cui stampa si scagliò sulle spese del giorno, concentrò di contrapporsi all'entusiasmo della folla. Questi sforzi ebbero un certo successo in Irlanda del Nord. A Manchester, venne organizzata una campagna da parte delle trade unions e da altri gruppi già prima dell'incoronazione con questo scopo. I Radicali potevano contare una loro simpatizzante all'interno dell'abbazia, Harriet Martineau, le cui impressioni sulla giornata furono molto scettiche. Anche se riportò dei commenti favorevoli, definì la cerimonia come "fortemente barbarica", "tipica solo dei tempi dei vecchi faraoni in Egitto" e "offensiva ... al Dio del mondo occidentale nel XIX secolo". A Manchester ed in altre città produttive industriali, vi furono dimostrazioni anti-monarchiche guidate dai cartisti.
Per il resto del paese, ad ogni modo, l'evento fu un successo con eventi straordinari come un rinfresco per 15.000 persone al Parker's Piece di Cambridge.

## Corone e abiti dell'incoronazione

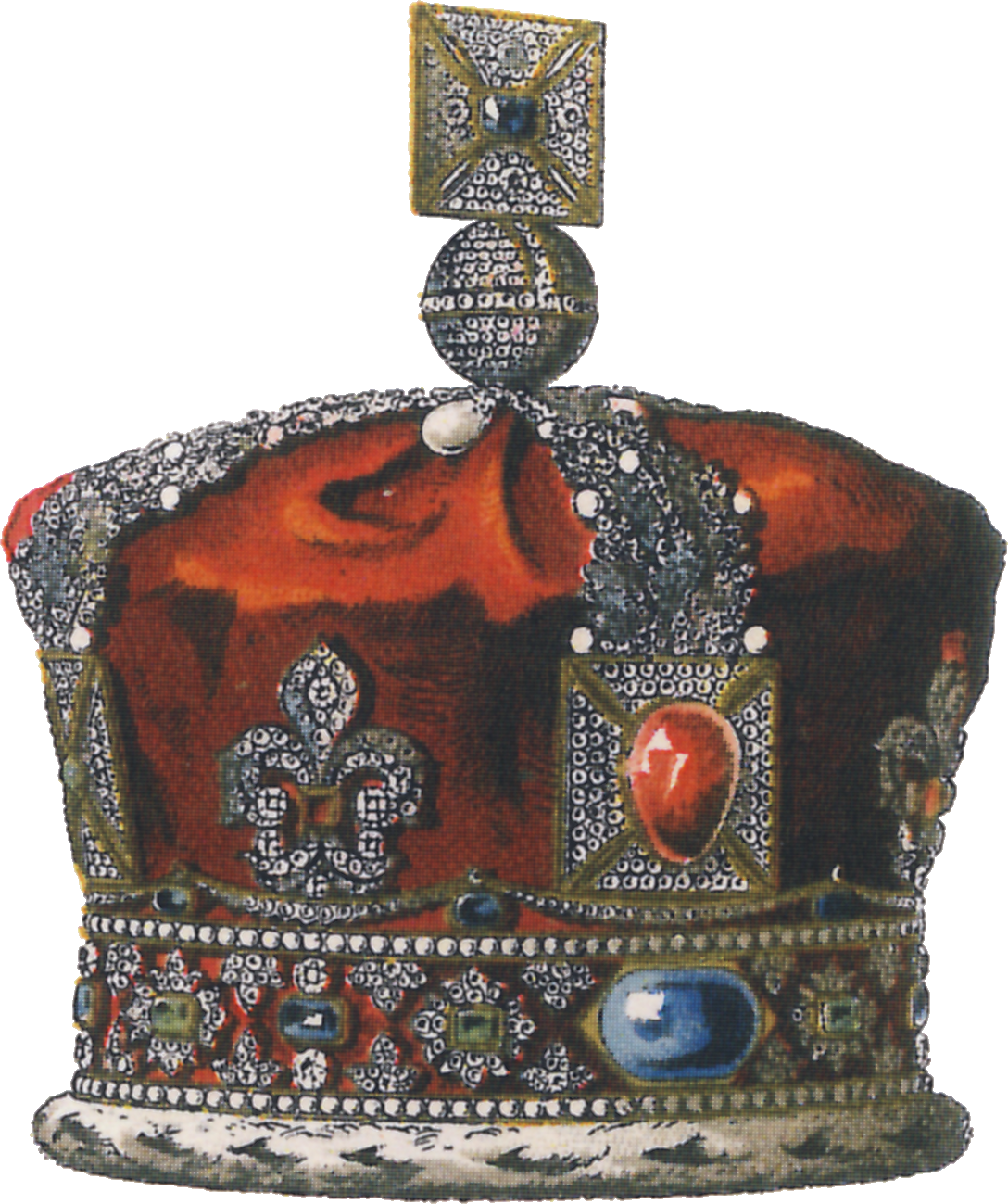
Immagine della Imperial State Crown usata prima del 1937. Questa corona, utilizzata anche dalla regina Vittoria, oggi non esiste più e le sue pietre preziose sono state rimosse e rimontate altrove.

La regina Vittoria venne incoronata con la nuova Imperial State Crown realizzata dai suoi gioiellieri personali Rundell and Bridge, con 3093 gemme, tra cui il Rubino del Principe Nero (uno spinello in realtà), posto nella croce patente sul fronte; la croce in cima venne decorata con lo Zaffiro di Sant'Edoardo tratto dall'anello (o forse da una corona) di Edoardo il Confessore. Come fece anche Edoardo VII in seguito, la regina aveva giudicato la Corona di sant'Edoardo troppo pesante da portare. La corona realizzata per la regina Vittoria esiste tutt'oggi ma è stata privata di tutti i suoi gioielli ed una nuova e più leggera versione è stata realizzata nel 1937 e portata in processione. Il Diadema di Stato di Giorgio IV venne indossato dalla regina nella processione del ritorno a palazzo.
Gli abiti dell'incoronazione della regina Vittoria sono ancora oggi presenti nella Royal Collection, conservati a Kensington Palace con altri vestiti storici della sua collezione anche se normalmente non sono in mostra, pur essendo in condizioni eccellenti. La regina Vittoria li rindossò nel ritratto che realizzò per lei Franz Xaver Winterhalter nel 1859, ed in occasione del Giubileo d'oro nel 1897 quando venne posta una statua a Kensington Gardens presso Kensington Palace che mostrava la regina coi suoi abiti dell'incoronazione.